# Tirigan
Tiriga, Tirigan – według Sumeryjskiej listy królów ostatni władca gutejski, który  miał rządzić Sumerem przez 40 dni. Został pokonany i wzięty do niewoli przez Utuhengala, władcę z Uruk, który stanął na czele powstania przeciwko panowaniu Gutejów w Sumerze:
„Związali mu ręce pętami, przywiedli przed oblicze króla, rzucili do nóg. Utuhengal postawił nogę na jego karku (..) Tak przywrócił królestwo i niezawisłość Sumeru”.
Pokonanie Tirigana umożliwiło odrodzenie się kultury sumeryjskiej pod rządami III dynastii z Ur.